# Velouté
Pour la sauce, voir Sauce veloutée.

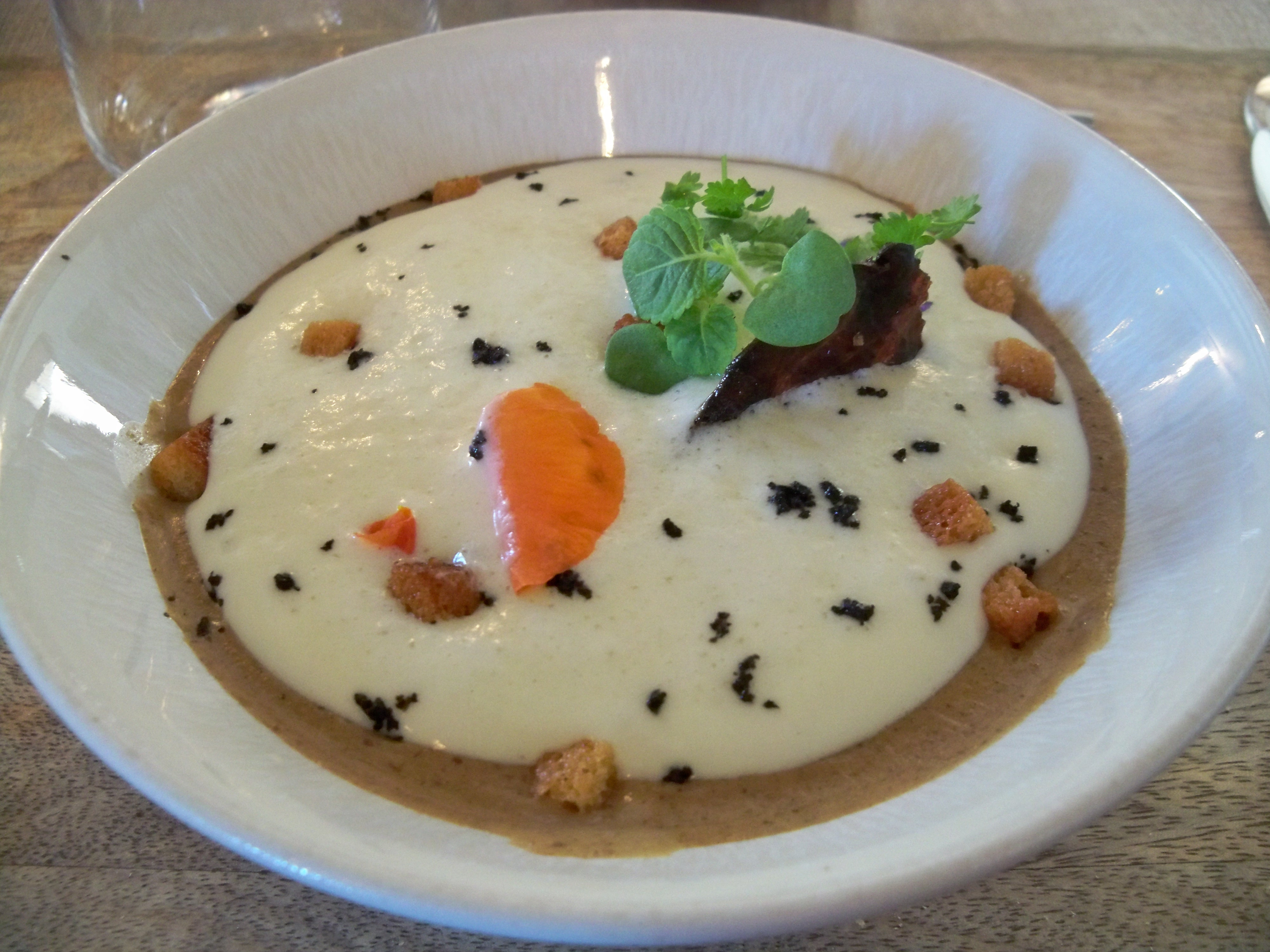
Velouté de champignon et crème mousseuse.

Un velouté est un potage fait d'un consommé réduit, lié en fin de cuisson à la crème fraîche et au jaune d'œuf qui donne une sensation de douceur et de moelleux. Le terme s'est étendu aux crèmes : réductions liées à la crème sans jaune d’œuf.
Les veloutés à la crème en brique ne contiennent ni crème fraîche ni œuf, mais du lait souvent écrémé et surtout de l'amidon, ce qui les distingue des soupes moulinées par une texture plus épaisse et un mixage plus fin.

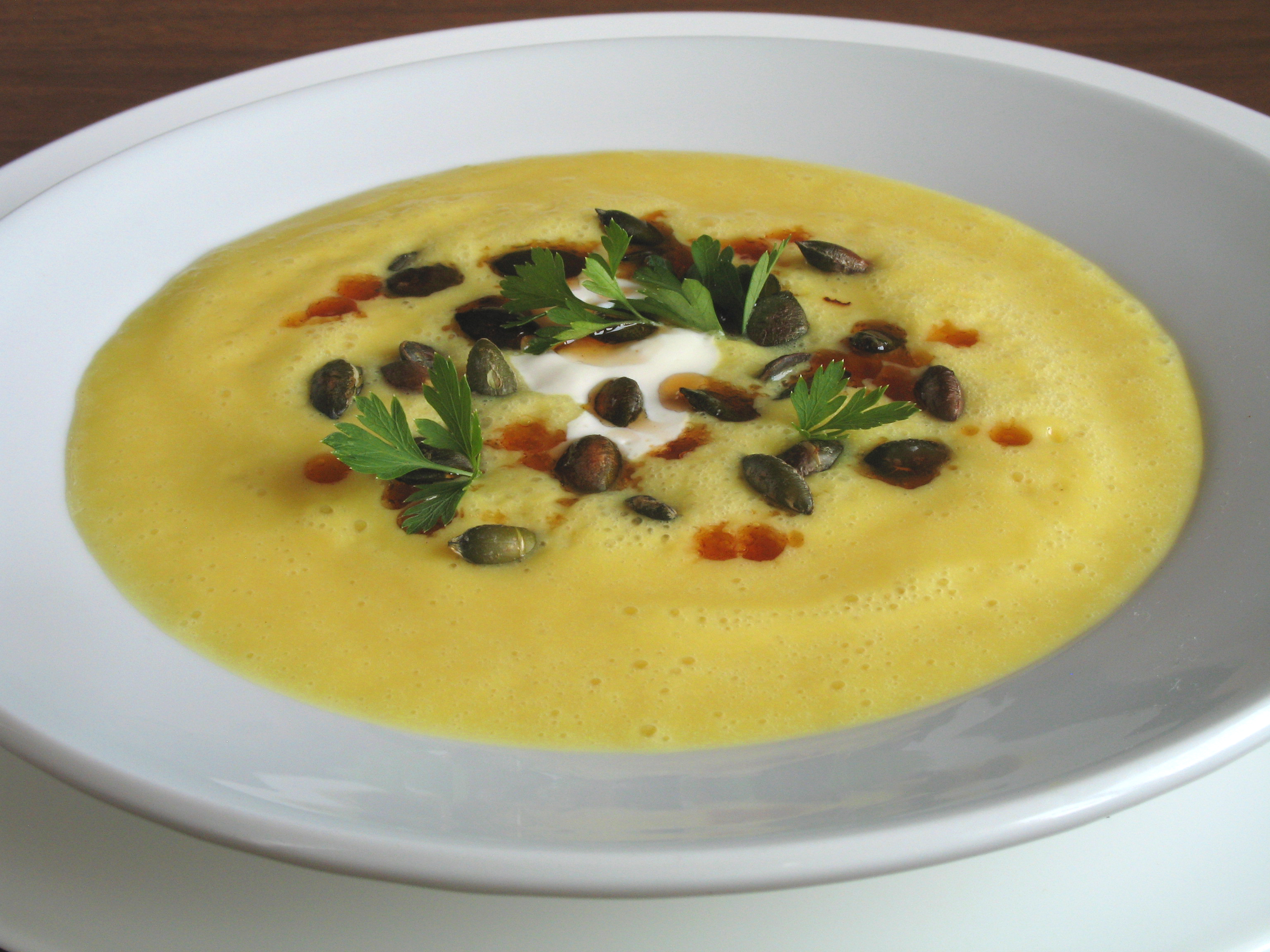
Soupe de potiron allemande liée à la crème sure.

## Histoire
Le terme velouté pour désigner un plat apparaît au début du XVIIIe siècle. Auparavant il avait un rapport avec le velours et la couleur incarnat (se disait de fleurs, de vins, de bijoux et de vêtements). Le Nouveau Cuisinier royal et bourgeois qui apprend à ordonner toute sorte de repas en gras & en maigre (1729) donne des crèmes veloutées aux amandes, au chocolat. Ces crèmes douces servies en entremets se rencontrent jusqu'à l'apparition de la sauce veloutée salée chez François Marin (Les Dons de Comus, 1758). La recette de la sauce espagnole] à base de poulet) est donnée en 1835. Chez Jules Gouffé le velouté est toujours une sauce.
À la fin du XIXe siècle apparaissent des potages veloutés. La recette classique est donnée par Escoffier puis par Prosper Montagné (1941) avec son potage velouté de volaille dit à la Reine (roux blond et bouillon de volaille cuits 25 min puis liés à la crème et au jaune d'œuf).

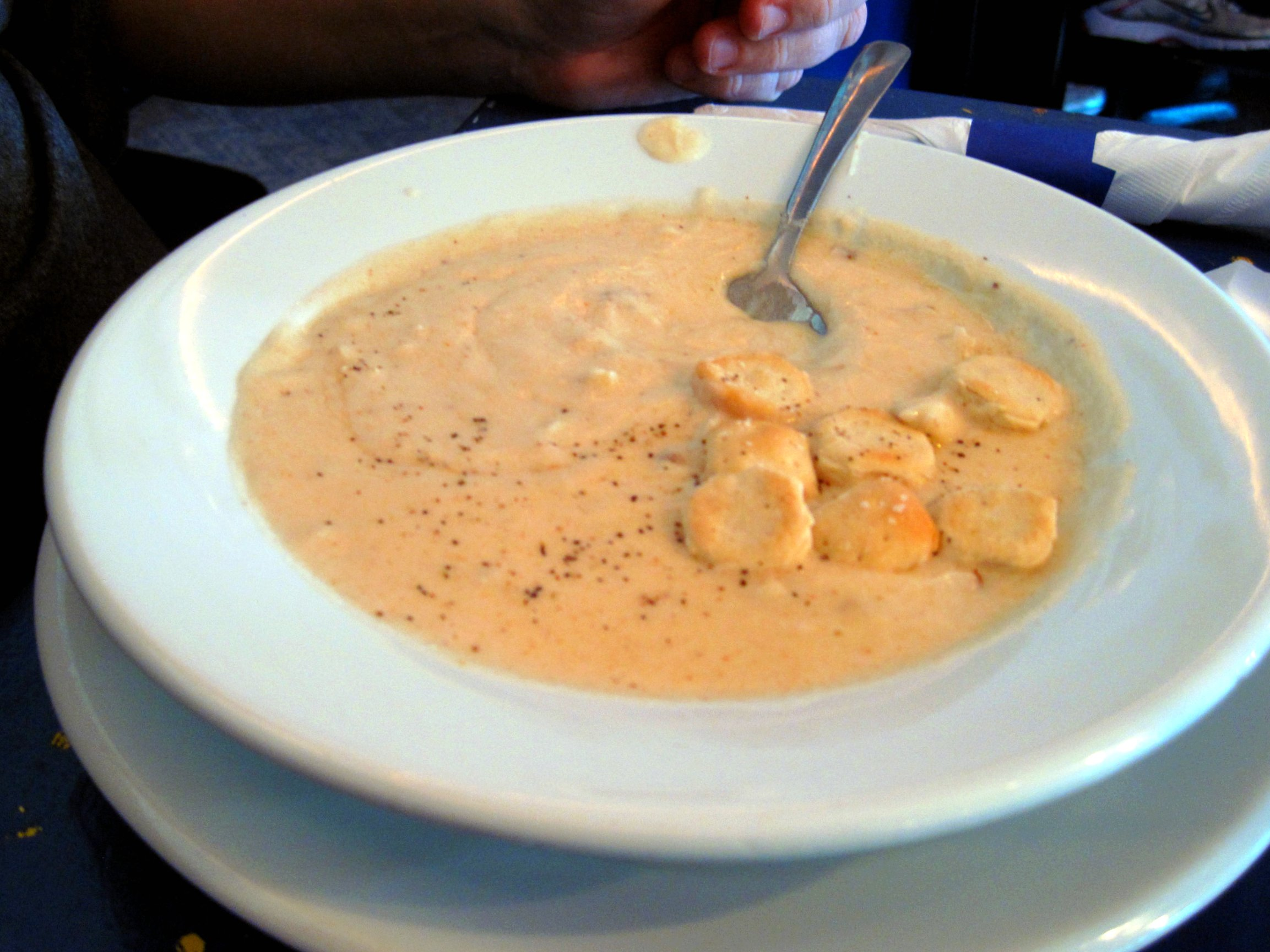
Velouté au crabe.

En 1939, Félix Urbain-Dubois donne une recette de cardons en velouté sans crème ni jaune d’œuf. En 1978, l'Encyclopédie Hachette de la cuisine d'hier et d'aujourd'hui de Céline Vence est obligée de rappeler la différence entre une crème (liée à la crème) et un velouté lié à la crème et au jaune d’œuf. On trouve dorénavant des recettes de « veloutés » définis comme liés « au lait et à l'huile végétale » ou encore comme « une soupe mixée à texture soyeuse et sans autre liaison, ».

## Dans d'autres cultures culinaires
Ce terme technique n'a pas de traduction exacte, on utilise des expressions approchées (soupe à la crème) ou on ne traduit pas : italien, velouté. En anglais, cream soup, creamy soup, smooth soup ; en allemand, Cremesuppe, sämige Suppe, exemple Zucchinicreme-Suppe (velouté de courgette), Rahmsuppe (dont il existe diverses versions intéressantes, par exemple : Waldviertler Rahmsuppe aux graines de carvi assaisonné de vinaigre, garniture de cubes de pommes de terre),.
Le Creuset utilise le terme japonais[pas clair] ビロード風スープ (Birōdo-fū sūpu) (soupe de velours). En chinois, soupe de velours s'emploie : 天鹅绒 汤  (tiān'éróng tāng) (velours soupe) : « 汤，汤，天鹅绒：我喜欢所有的轻盈 (tāng, tāng, tiān'éróng : wǒ xǐhuān suǒyǒu de qīngyíng) » : « Soupe, soupe, velours : j'aime toute ta légèreté. »

## Les recettes de velouté

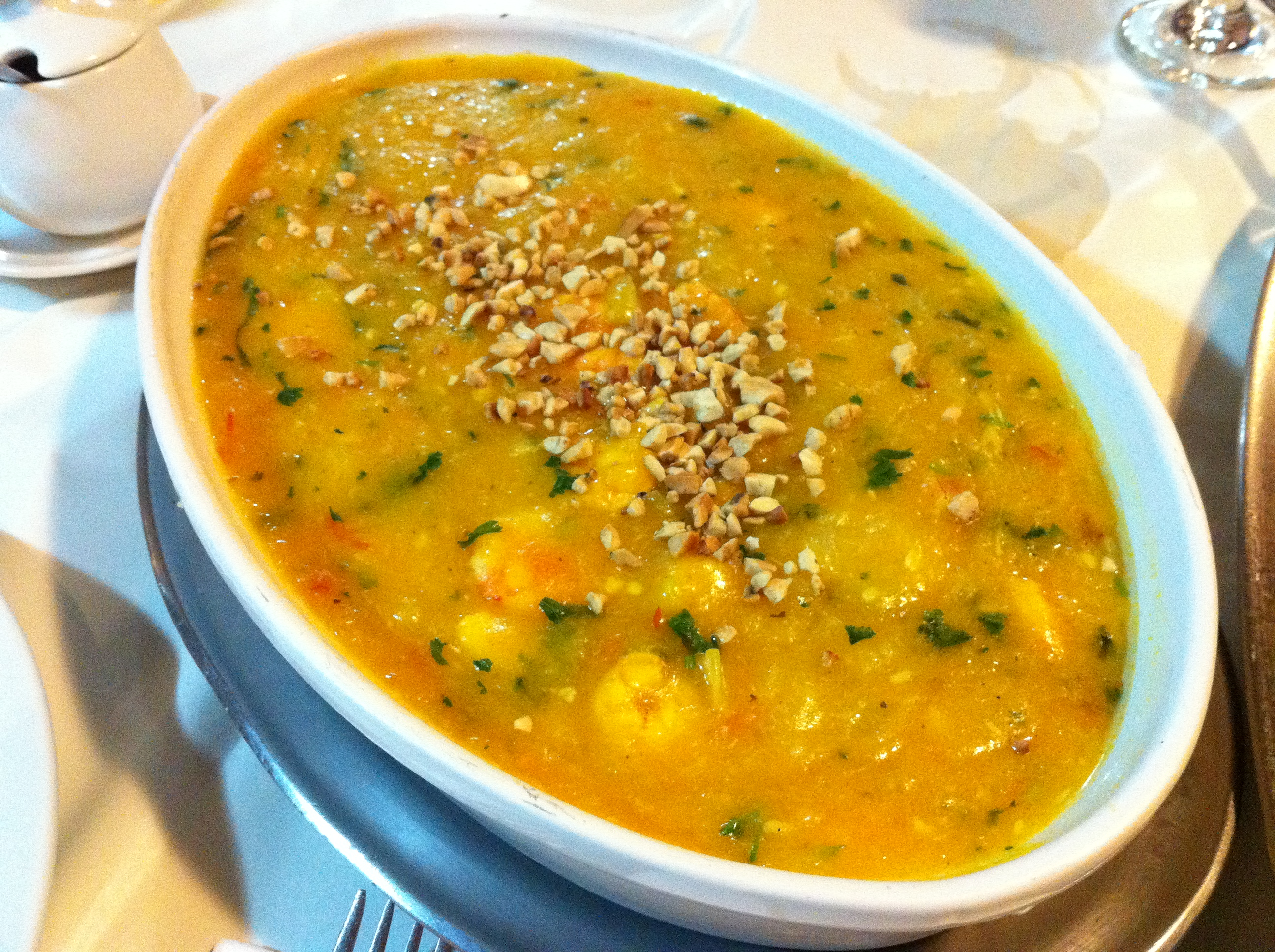
Bobó de camarão : velouté de crevette brésilien lié au manioc et au lait de coco.

Escoffier donne les proportions suivantes : « Un velouté ordinaire s'obtient à raison de 100 g. de roux blanc par litre de mouillement, lequel est de consommé ordinaire de légumes, de volaille ou de poisson… La liaison des veloutés se dose à raison de 3 jaunes d’œuf et 1 décilitre de crème par litre de potage ; la mise à point finale se fait avec 80 à 100 g. de beurre au litre. » « Tout potage lié traité par ce mode est représenté par : 2 parties de velouté, 1 partie de purée de l'élément qui caractérise le potage, 1 partie de consommé pour mise à point de consistance, et par la liaison aux jaunes d’œuf et à la crème. »
Le roux blanc peut être remplacé par du riz cuit à l'anglaise : « Les proportions de riz pour potages clairs, purées, crèmes, veloutés, sont basées sur 50 g. de riz par litre de consommé et potages liés », par du tapioca, de la semoule et par du vermicelle,,.

### Les veloutés classiques[22],[23],[24]
- À partir de velouté de volaille : velouté sultane (au lait de pistache) ; Agnès Sorel (aux champignons) ; Chevreuse (avec julienne de truffe) ; Dame Blanche (dés de volaille, quenelles, tapioca) ; Elisa (oseille, cerfeuil) ; Fanchette (moitié velouté de volaille, moitié velouté d'asperge) ; Germinal (à l'estragon) ; indienne (noix de coco et curry) ; Marie-Louise (crème d'orge) ; Mogador (avec purée de foie gras), Nelusco (noisettes torréfiées).
- À base de velouté de poisson et crustacés : Cardinal (au coulis de homard) ; Carmélite (avec julienne de sole) ; Chanoinesse (au coulis d’écrevisse) ; crevette à la Mignon (au coulis de crevette et jus d’huître) ; dieppoise (moules, blanc de poireau, champignons) ; nymphes (garnie de cuisses de grenouille) ; d'oursins[25].
- À base de gibier : Diane (perdreau, truffe) ; grives à l’ardennaise (grives avec garniture de groseilles blanches) ; Petit-Duc (bécasse).
- À base de légumes : de céleri ; à la chicorée ; à la laitue (avec cerfeuil) ; Comtesse (velouté d'asperges) ; cressonnière (pomme de terre et cresson) ; danoise (artichauts, essence de canard) ; Doria (concombre) ; Dubarry (chou-fleur, cerfeuil) ; Georgette (artichauts) ; japonaise (aux crosnes) ; Jeannette (aux salsifis) ; maïs ; morilles ; poireaux ; aux épinards[26].
- Soubise (velouté de volaille à la sauce Soubise) ; andalouse (soubise aux tomates et poivrons doux).

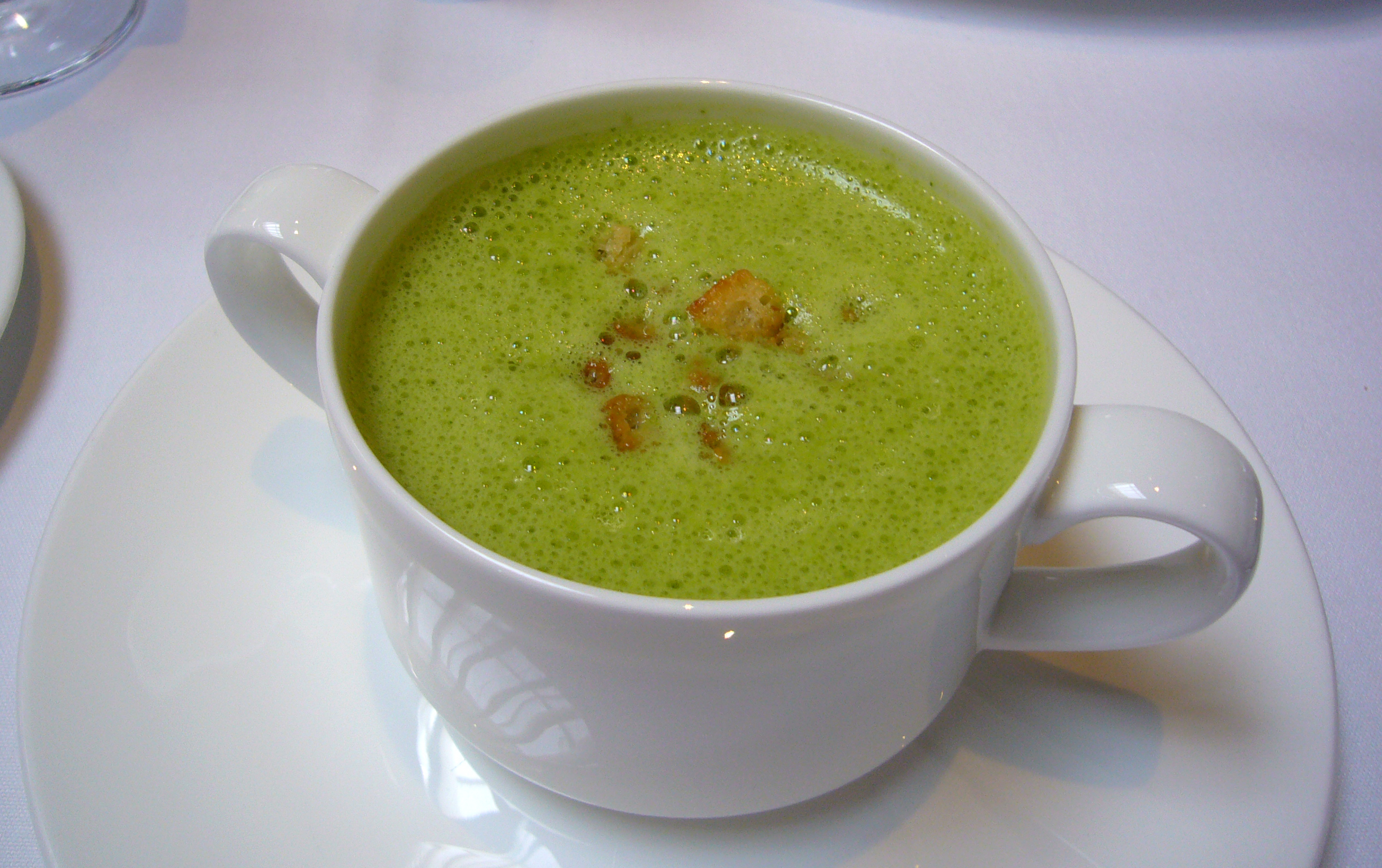
Crème d'asperge truffée.

- Bourdaloue (à la crème de riz).

### Les actuels
Les classiques ne sont pas oubliés. Mais, de nos jours, beaucoup de choses revêtent  le terme velouté : des potages froids (qui sont liés au lait de coco, au yaourt, etc.) et le plus souvent non liés — simple soupe de légumes mixée — voir comme Jean-François Piège des veloutés sans aucun corps gras, :
- velouté froid de petits pois et de crème de raifort (Anne-Sophie Pic)[30] ;
- velouté chaud d'orties ; anguille fumée ; caviar ; moules, curry, citron vert[31],[32] ;
- velouté à moins de 3 euros : châtaignes ; champignons de Paris[33] ;
- et de vraies nouveautés : endives ; panais ; curry et poire ; poireau ; citron et aneth[34].